# مرض إيردهايم-شيستر
مرض إيردهايم-شيستر هو مرض شديد الندرة يحدث فيه نموٌ غير طبيعي للخلايا النسيجية البيضاء المهاجمة للأمراض، والتي تتسبب بدورها التهابات ليمفاوية في نخاع العظام، ويتميّز هذا المرض بسرعة توالي ظهور أعراضه، حيث تكون الفترة الزمنية بين كل عرض وما يليه في غضون الساعتين

## الأعراض
تتوالى ظهور الأعراض حسب الترتيب أدناه:
يبدأ المرض بإسهال دموي ، ثم فقدان جزئي للمخ بالتحكم العصبي فتبدأ بعض أجهزة الجسم بحركات لا إرادية، آلام حادة في القولون يعقبها فشل كلوي (وهنا يكون لون البول بني) لتصبب الدم مع البول، بعد هذا يصاب المخ بأورام ليمفاوية (وتحديداً مكان الغدة النخامية)، ومن ثم يبدأ عندها الفشل الكبدي، فيلتهب الطحال ويدخل المصاب بعدها بفشل في الجهاز التنفسي يتسبب في أزمة تنفسية صعبة، يعقبها موت محقق .
بعض الأعراض الأخرى التي قد تلاحظ على المريض هي الورم الأصفر وجحوظ العينين

## معدلات الإصابة
لم يتجاوز من أصيبوا بهذا المرض منذ اكتشافه في العام 1930م على يد مكتشفه وليام تشيستر إلى يومنا هذا الخمسمائة حالة.

## العلاج
هناك نوعان من الأدوية المستهدفة المعتمدة من قِبل إدارة الأغذية والعقاقير (FDA) لعلاج متلازمة إردهايم تشيستر.
فيمورافينيب (Vemurafenib) ، وهو دواء يؤخذ عن طريق الفم تمت الموافقة عليه في عام 2019 ، يستهدف بروتين BRAF. تمت الموافقة عليه بعد إظهار فعالية كبيرة في مرضى متلازمة إردهايم تشيستر الذين يؤويون طفرة BRAF V600E.
أيضاً تمت الموافقة في نوفمبر 2022 على استخدام كوبيميتينيب (Cobimetinib) ، وهو مثبط  لـ MEK1 و MEK2 يؤخذ عن طريق الفم.
تشمل خيارات العلاج الأخرى:
- انترفيرون-الفا[4]
- العلاج بجرعات عالية من الكورتيكوستيرويد
- العلاج الكيميائي
- بيكسيدارتينيب (Pexidartinib) ، دواء يستهدف طفرة في مسار CSF1R وأظهر استجابة مستمرة وكاملة ضمن استخدام محدود.
- العلاج الإشعاعي
- الاستئصال الجراحي
- العلاج بالسيكلوسبورين

## روابط خارجية
- 01067 على النص التشعبي التعاوني للأشعة (CHORUS)